# Frankie Ferrari
Frankie Ferrari (Burlingame, California, 20 de diciembre de 1995) es un jugador de baloncesto ítalo-estadounidense que pertenece a la plantilla del Śląsk Wrocław de la PLK polaca. Con 1.85 de estatura, juega en el puesto de base.

## Trayectoria deportiva

### Universidad
Jugó durante cuatro temporadas con los San Francisco Dons de 2015 a 2019, y en la última temporada realizó medias de 14,7 puntos, 5,6 asistencias, y más de un 40% en triples.

### Profesional
No es elegido en el Draft de la NBA de 2019 y juega la liga de verano de la NBA con los Utah Jazz. En julio de 2019 se compromete con el Bàsquet Manresa de la Liga Endesa por dos temporadas.
El 24 de julio de 2020 fichó por Herbalife Gran Canaria por una temporada. Sin embargo en diciembre rompió su vinculación para fichar por dos meses con Unicaja de Málaga.
El 15 de febrero de 2021, regresa al Bàsquet Manresa de la Liga ACB, dónde ya jugó la temporada 2019-20.
El 6 de septiembre de 2021, firma por el Brose Bamberg de la Basketball Bundesliga.
Un mes después, debido a problemas de salud, anuncia su retirada del baloncesto profesional cuando contaba con 25 años.
Tres meses después, regresa al baloncesto firmando un contrato con el equipo afiliado de los Golden State Warriors, los Santa Cruz Warriors de la G League.
El 6 de abril de 2022, firma por el Casademont Zaragoza de la Liga Endesa hasta el final de la temporada. Tras conseguir la salvación, el 12 de agosto de 2022, renueva por una temporada más con Casademont Zaragoza. Se desvinculó del equipo el 12 de noviembre, regresando a las filas del Bàsquet Manresa por tercera vez en su carrera.
El 9 de mayo de 2023, rescinde su contrato con el conjunto manresano.
El 2 de julio de 2023 se confirmó que disputaría la NBA Summer League con los Memphis Grizzlies.
El 15 de octubre de 2023 firmó con el Śląsk Wrocław de la PLK polaca.